# Henry Lynch-Staunton
Henry George Lynch-Staunton (Illa de Wight, 5 de novembre de 1873 – Berwick-upon-Tweed, Northumberland, 15 de novembre de 1941) va ser un tirador anglès que va competir a començaments del segle xx.
El 1908 va prendre part en els Jocs Olímpics de Londres, on disputà dues proves del programa de tir. En la prova de Pistola lliure per equips guanyà la medalla de bronze. A més a més disputà la prova de pistola individual, on fou tretzè.